# Valjkasta svjetlica
Valjkasta svjetlica (lat. Phalaris paradoxa), vrsta jednogodišnjeg raslinja iz porodice trava. Jedna je od nekoliko vrsta iz roda svjetlica koje rastu i u Hrvatskoj, a raširena je sve od Makaronezije preko Sredozemlja do Pakistana, a uvezena je po po ostali kontinentima.